# Кондра, Владимир Григорьевич
Владимир Григорьевич Ко́ндра (16 ноября 1950, Дзауджикау) — советский волейболист, чемпион Игр XXII Олимпиады в Москве, чемпион мира (1978) и пятикратный чемпион Европы, волейбольный тренер. Заслуженный мастер спорта СССР (1977). Заслуженный тренер СССР (1991).
Выступал за «Спартак» (Грозный), «Динамо» (Сочи), СКА (Ростов-на-Дону), ЦСКА. Тренировал «Искру» (Одинцово), ЦСКА, «Олимпиакос» (Пирей), «Рассвет» (Москва), «Факел» (Новый Уренгой), «Рахат» (Алма-Ата), молодёжные сборные СССР и России, юношескую сборную России, национальные сборные СССР, Франции, России и Казахстана.

## Биография
Владимир Кондра начал заниматься волейболом в Сочи в 12 лет в результате весьма драматичной истории. Первым спортивным увлечением Володи был настольный теннис и однажды, играя в школьном вестибюле, он погнался за уходящим мячом и угодил правой рукой прямо в стеклянную дверь. Про теннис пришлось забыть — врачи настоятельно порекомендовали Кондре выбрать такой вид спорта, чтобы кисть постоянно работала «на растяжку». Волейбол для этого подходил прекрасно. Мальчик стал заниматься в детской спортивной школе № 2 на улице Поярко у Владимира Ивановича Литвинова.
С 14 лет Кондра играл за взрослую команду сочинского «Динамо», после окончания школы защищал цвета грозненского «Спартака» во второй лиге, в 20 лет получил приглашение от клуба высшей лиги СКА (Ростов), а с 1973 года играл в базовом клубе сборной страны — ЦСКА.
За национальную команду СССР Владимир Кондра выступал с 1971 по 1982 год, выиграв множество престижных турниров. Достаточно сказать, что до 2012 года он оставался единственным в мире волейболистом, завоевавшим полный комплект олимпийских наград — золото, серебро и бронзу. Есть в активе Кондры и ещё один титул — за выдающуюся игру на чемпионате Европы 1979 года во Франции местные журналисты назвали его «волейбольным Пеле». Кондра действительно умел в волейболе всё, несмотря на невысокий по волейбольным меркам рост — всего 185 сантиметров, несмотря на то, что кистевая динамометрия правой руки Кондры из-за того несчастного случая в детстве была на уровне развитого подростка — 30—40 килограммов, мизинец и безымянный палец в полной мере не восстановились. Он запомнился своим современникам великолепной игрой в атаке, но не в меньшей степени — самоотверженностью в защите и на приёме. Кондра первым из советских игроков стал выполнять подачу в прыжке, мог, если была необходимость, сыграть и связующего.
Он показал всем, что может волейболист, читающий игру с листа, умеющий нападать с любых передач, видящий поле, поднимающий мячи любой силы и коварства, заводящий своим безостановочным движением и свою команду, и зрителей, умирающих от восторга, от огня, который зажёг и всё разжигает этот кудесник, темпераментный как бразилец, обращающийся с волейбольным мячом с той же элегантностью, как Пеле — с футбольным, —
так писал об игре Владимира Кондры тренер непобедимой сборной СССР конца 70-х — начала 80-х Вячеслав Платонов.
После парижского чемпионата Европы Владимир Кондра редко попадал в стартовую шестёрку (так уж подобрался состав), но Платонов продолжал вызывать в сборную её бессменного комсорга, игрока с уникальным сочетанием выдающегося мастерства и лидерских качеств — «рядом с ним тренироваться не в полную силу просто стыдно, играть без восторга в душе просто невозможно». Карьеру игрока Кондра завершил в 1982-м, на Международном турнире в ленинградском дворце спорта «Юбилейный» — травмы и смерть сына ускорили уход из большого спорта.
Вскоре началась тренерская карьера Владимира Григорьевича Кондры. Он возглавил одинцовскую «Искру» и молодёжную сборную СССР. В 1984-м его воспитанники победили на чемпионате Европы во Франции, а ещё через год, обыграв в финале хозяев молодёжного чемпионата мира — сборную Италии — завоевали звание сильнейшей команды планеты. С 1986 года Кондра работал вторым тренером мужской сборной СССР, в 1989-м перешёл из «Искры» в ЦСКА, после распада СССР тренировал «Олимпиакос», по возвращении из Греции помогал Виктору Радину в сборной России.
В 1995 году Кондра отправился работать в сборную Франции, высказав при этом готовность вернуться в Россию по первому зову. Добившись со сборной Франции довольно высоких результатов (полуфинал чемпионата Европы-1997) и намеревавшись планомерно готовить «трёхцветных» к Олимпиаде в Сиднее, Кондра за полгода до окончания контракта с французами вернулся в Россию, став с мая 1999 года помощником Геннадия Шипулина. Вместе они проработали в течение трёх лет.
Впоследствии Владимир Григорьевич работал в новоуренгойском «Факеле», который вывел в Суперлигу чемпионата России, и с юношеской сборной страны, победившей на чемпионате мира-2005 в Алжире. В конце 2005-го Кондра подписал трёхлетний контракт со сборной Казахстана, но после неудачного выступления на чемпионате мира в Японии он был расторгнут. В мае 2008 года Владимир Кондра был назначен главным тренером молодёжной сборной России, в 2009 году вновь принял юношескую сборную России. С декабря 2009 года работал главным тренером команды высшей лиги «А» «Динамо»-2 (Москва).
С ноября 2012 года является тренером сборной Российской академии народного хозяйства и государственной службы при Президенте Российской Федерации.
5 февраля 2014 года Владимир Кондра участвовал в эстафете олимпийского огня XXII зимних Олимпийских игр, открыв заключительный этап эстафеты в Лазаревском районе Сочи.

## Достижения

### В игровой карьере
- Чемпион Игр XXII Олимпиады (1980), серебряный призёр Игр XXI Олимпиады (1976), бронзовый призёр Игр XX Олимпиады (1972).
- Чемпион мира (1978), серебряный призёр чемпионата мира (1974).
- Чемпион Европы (1971, 1975, 1977, 1979, 1981).
- Победитель Кубка мира (1977, 1981).
- Чемпион СССР (1974, 1975, 1976, 1977, 1978, 1978/79, 1979/80, 1980/81, 1982), серебряный призёр чемпионата СССР (1971).
- Победитель Спартакиад народов СССР (1971, 1975, 1979).
- Победитель Кубка европейских чемпионов (1973/74, 1974/75, 1976/77, 1981/82).
- Победитель чемпионата дружественных армий (1973).

### В тренерской карьере
- С ЦСКА: обладатель Кубка СССР (1986).
- С ЦСКА: чемпион СССР (1989—1991), победитель Кубка европейских чемпионов (1989, 1991), Суперкубка Европы (1991), серебряный призёр клубного чемпионата мира (1989).
- С «Олимпиакосом»: чемпион Греции (1993, 1994), бронзовый призёр Кубка чемпионов (1993).
- С молодёжной сборной СССР: чемпион Европы (1984), чемпион мира (1985).
- Со сборной СССР (второй тренер): серебряный призёр Игр XXIV Олимпиады (1988), чемпион Европы (1987), бронзовый призёр Кубка мира (1989), чемпион Игр доброй воли (1986).
- Со сборной Франции: чемпион Средиземноморских игр (1997).
- Со сборной России (второй тренер): серебряный призёр Игр XXVII Олимпиады (2000), обладатель Кубка мира (1999), серебряный (1999) и бронзовый (2001) призёр чемпионата Европы, серебряный (2000) и бронзовый (2001) призёр Мировой лиги.
- С юношеской сборной России: чемпион мира (2005), бронзовый призёр чемпионата Европы (2009, 2011), серебряный призёр Европейского юношеского Олимпийского фестиваля (2011).
- С молодёжной сборной России: бронзовый призёр чемпионата Европы (2008).

## Награды и звания
- Заслуженный мастер спорта СССР (1977).
- Заслуженный тренер СССР (1991).
- Орден Дружбы народов.
- Орден Дружбы (2002) — за заслуги в развитии физической культуры и спорта, большой вклад в укрепление дружбы и сотрудничества между народами[8].
- Почётный знак «За заслуги в развитии олимпийского движения в России» (2000).
- Почётный знак «За заслуги в развитии волейбола в России» (2011).
- Почётный знак «За вклад в победу на Олимпийских играх» (2013).
- Почётный гражданин города Сочи (2011).

## Личная жизнь
Владимир Кондра окончил Московский областной государственный институт физической культуры (1980) и Военно-политическую академию имени В. И. Ленина (1985).